# 前坊
前坊（ぜんぼう）とは、源氏物語に登場する架空の人物。

## 本来の「前坊」の意味
「坊」とは皇太子（東宮、春宮）のことであり、前坊とは前の皇太子のことを示す。ただし「前の皇太子」は通常は次の帝（天皇）となるため、特にある人物を「前坊」と呼ぶのは、その人物が「帝に即位すること無く亡くなった（あるいは廃された）皇太子」であるという意味になる。「先坊」もほぼ同じ意味である。

## 源氏物語における「前坊」
源氏物語では「前坊」は六条御息所の夫で秋好中宮の父である人物を指す固有名詞的な使われ方をしている。この人物は光源氏の父である桐壺帝の同腹（母を同じくする）の弟であるとされている。

### 桐壺巻と賢木巻との記述との矛盾
賢木巻において、六条御息所の経歴について「十六にて故宮に参りたまひて、二十にて後れたてまつりたまふ。三十にてぞ、今日また九重を見たまひける。（16歳で東宮妃となり、20歳で東宮と死別し、いま30歳になって再び宮中を見ることになった）」とあり、またその娘（後の秋好中宮）の年齢について「斎宮は、十四にぞなりたまひける。（斎宮は14歳になった。）」とある。しかしこの記述は、光源氏が4歳のときに光源氏の兄であり、桐壺帝の第一皇子である後の朱雀帝が立坊している。また葵巻の冒頭（光源氏の22歳春）において「代替わりがあった（桐壺帝が譲位し東宮であった朱雀帝が即位した）」との記述があり、この間は後の朱雀帝が一貫して東宮であったと考えざるを得ない。（またこの「後の朱雀帝が立坊する年」の前年に桐壺帝が光源氏を立坊させることを考えた旨の記述があることから朱雀帝が立坊した時点でその時点まで少なくとも1年以上東宮位は空位であったと考えられる。）という桐壺巻における記述と矛盾する。この矛盾の解決については以下のようないくつかの案がある。
- 賢木巻で記された年齢を無視し、夫の前坊が朱雀帝の立坊以前に死去したと考えて桐壺巻の記述と合わせると10年ずれて六条御息所は光源氏より17歳ほど年長となり、17歳差とすれば賢木巻の時点で40歳となる。源氏物語は10年単位で主題を立てるという構造を持っており、この部分は作者が丁度10年の誤りを持ち込んでしまったものであるとする説[4][5]。
- 作者のミスであり、賢木巻を執筆していたとき朱雀帝の存在を失念していたとする説[6]。
- 明石の御方の年齢の矛盾や匂宮と薫の年齢差の問題等と並ぶ作品中にいくつか現れる作者のケアレスミスの一つであるとする説[7]。
- 六条御息所は一度東宮になったが何らかの理由ですでに東宮を退いて「先坊」となっていた人物のもとに嫁いだとする説[8]
- 六条御息所が嫁いだのは嫁いだ時点で「東宮」であった人物であるが少なくとも死去するより前に何らかの理由ですでに東宮を退いて「先坊」と呼ばれる期間があったとする説[9]。
- 先坊は政治的圧力のために失脚し辞任したとする説[10]
- 桐壺巻において立坊したのは後の朱雀帝ではなくこの前坊であるとする説[11]。
- 源氏物語は、それぞれの場面において登場人物の年齢や年齢差、ある出来事からある出来事までの経過期間などについては一応設定はされているものの、離れた巻に描かれている複数の出来事の間においてもともと整合性のある年立は成り立たないとする説[12]。
- 桐壺巻を執筆していた時点ではこの前坊及びこの前坊と不可分の関係にある六条御息所・秋好中宮といった人物は構想されていなかったとする説[13][14]。
- 「十六にて」以下の数字は作中世界における具体的な年齢を示した数字ではなく文学的修辞と考えるべきであるとする説。
- 前坊は死去したか政治的権力争い等何らかの理由で廃されたが、桐壺帝の特別な思し召しによって「前坊」や「御息所」といった本来は許されない称号を許されていると考えるべきだとする説[15]。

### 登場する巻
「前坊」は源氏物語の本文中では「すでに死去した人物」という形でのみ登場するが、以下の巻でそれぞれ以下のような形で呼ばれている。
- 第09帖 葵　前坊、故宮（別本　春宮）、故前坊
- 第10帖 賢木　故宮（別本　故院、宮）
- 第28帖 野分　故前坊
- 第34帖 若菜上　故前坊、父宮